# جواو ماركوس (لاعب كرة قدم مواليد 1991)
جواو ماركوس هو لاعب كرة قدم برازيلي في مركز الوسط، ولد في 22 أغسطس 1991 في ريو دي جانيرو في البرازيل. لعب مع فورتونا سيتارد ونادي أولاريا أتلتيكو.

## وصلات خارجية
- جواو ماركوس (لاعب كرة قدم مواليد 1991) على موقع قاعدة بيانات كرة القدم.إي يو (الإنجليزية)
- جواو ماركوس (لاعب كرة قدم مواليد 1991) على موقع Soccerway.com (الإنجليزية)